# Gisela Dulko
Gisela Dulko (Tigre, 30 de enero de 1985) es una extenista profesional argentina. El 20 de junio de 2005 alcanzó el puesto 26 en individuales en el ranking mundial y el 1 de noviembre de 2010 llegó a ser número 1 del mundo en dobles. En 2011 ganó el Abierto de Australia en dobles junto a Flavia Pennetta. El 27 de febrero de 2011 ganó el Abierto de Acapulco, luego de tres años sin ganar un torneo como singlista. Su última dupla en dobles fue su compatriota Paola Suárez, que volvió a jugar por pedido suyo para disputar los Juegos Olímpicos de Londres 2012. El 18 de noviembre de 2012 anunció su retiro del tenis profesional, alegando que "ya no sentía las mismas ganas que antes".

## Carrera tenística
Gisela Dulko comenzó a jugar al tenis en el Club Canottieri Italiani a los 7 años de edad, y tuvo un paso destacado por el circuito júnior, convirtiéndose en el año 2001 en la número 5 del ranking mundial juvenil, y la #1 en dobles. En dicha categoría se adjudicó entre otros los importantes torneos de Roehampton, Citta Di Santa Croce y la Copa del Café (2001), y en dobles conquistó tres títulos de Grand Slam: el US Open 2000 (junto a María Emilia Salerni), Wimbledon 2001 (con Ashley Harkleroad) y el Abierto de Australia 2002 (con Angelique Widjaja).
En 1999 hizo su debut en el circuito profesional ITF, llegando a cuartos de final en el torneo de Buenos Aires, el único que disputara ese año, y el 2000 ganó su primer título Future en individuales, en el certamen de Montevideo, en donde también ganó en dobles.

### 2002
En 2002, Gisela dejó el circuito júnior para dedicarse por completo a su carrera profesional. Siendo la número 212 del ranking WTA, recibió una invitación especial para el torneo de Scottsdale, en donde hizo su debut en el circuito, perdiendo en la primera ronda. En ese mismo año ganó el challenger de Jackson, y luego compitió en Casablanca, en donde alcanzó su primera semifinal en singles en un torneo WTA, y su primera final en dobles junto a Conchita Martínez Granados.

### 2003
En 2003 ganó el primer título de su carrera en dobles en Casablanca junto a María Emilia Salerni, y en singles se destacan los cuartos de final alcanzados en Estoril y su debut en el cuadro principal de un Grand Slam que fue en Roland Garros luego de pasar la clasificación y en donde se despidió en primera ronda.

### 2004
En 2004 terminó por primera vez en su carrera entre las 50 mejores del mundo, y derrotó a tres jugadoras dentro de las top 10: a Elena Dementieva en Montreal, y a Ai Sugiyama y Svetlana Kuznetsova jugando para Argentina en la Fed Cup. Además llegó a cuartos de final en Indian Wells, Memphis, Bali y Pekín. Uno de los puntos más altos de la temporada fue derrotar dos veces a Martina Navratilova en Roland Garros y Wimbledon. Por primera vez en su carrera representó a Argentina en los Juegos Olímpicos de Atenas 2004 en categoría individual, perdiendo ajustadamente ante Karolina Sprem en primera ronda.

### 2005
El 2005 fue su año de mayor avance en el circuito. Empezó la temporada representando a Argentina en la Copa Hopman junto a Guillermo Coria, y llegaron a la final en donde fueron derrotados por Eslovaquia. Una semana más tarde, Gisela disputó su primera final en un torneo WTA en Hobart, perdiendo ante la china Jie Zheng. Además alcanzó las semifinales en Estoril, 's-Hertogenbosch (su primera semifinal en césped) y Bangkok, y los cuartos de final en Toronto, en donde derrotó a la número 4 del mundo Svetlana Kuznetsova. También tuvo un año destacado en dobles, ganando tres torneos de manera consecutiva con diferentes compañeras (Tokio (Japan Open) con Maria Kirilenko, Bangkok con Shinobu Asagoe, y Linz con Květa Peschke), y llegando a la final en New Haven. Terminó el año como la número 27 del ranking WTA (siendo la tenista sudamericana con mejor ranking), y el 21 de noviembre ocupó su mejor puesto, llegando al número 26.

### 2006
En 2006 se produjo una baja en el rendimiento de Gisela, producto de su irregularidad a lo largo de la temporada. Si bien llegó a los cuartos de final en Bogotá, Indian Wells y Estoril, y alcanzó por primera vez la cuarta ronda de un Grand Slam (Roland Garros), terminó el año fuera de las 50 mejores del ranking en individuales. Diferente fue su actuación en dobles, ya que ganó dos títulos (Bogotá con Flavia Pennetta y Cincinnati con Maria Elena Camerin) y llegó a otras dos finales (Estoril con María Antonia Sánchez Lorenzo y Stanford con Camerin), alcanzando su mejor ranking en esta modalidad el 21 de agosto, cuando se ubicó en el puesto número 18.

### 2007
En la temporada 2007, Gisela consiguió los primeros títulos individuales de su carrera, ganando en el mes de abril en Budapest sobre polvo de ladrillo, y repitiendo en Forest Hills, sobre cemento, en agosto. También disputó la final de Pattaya City, en la cual tuvo tres match points para llevarse el título pero terminó cediendo el partido 7-5 en el tercer set. Además alcanzó las semifinales de Portoroz, y los cuartos de final en Acapulco y Estoril. Las mejores victorias del año fueron ante Anastasia Myskina en Auckland y ante Sybille Bammer en Portoroz. En dobles fue semifinalista en cinco torneos, y se destacan la victoria sobre la pareja número 1 del mundo, Cara Black y Liezel Huber, en la segunda ronda del US Open, y los cuartos de final de Roland Garros, ambas junto a Maria Elena Camerin. Por segunda vez en su carrera culminó como la mejor tenista latinoamericana en el ranking de la WTA, ubicándose en la 37.ª posición.

### 2008
En 2008, obtuvo el tercer título de su carrera en Fes, derrotando en la final a Anabel Medina y sin ceder ningún set a lo largo del torneo. Otras actuaciones destacadas son haber alcanzado los cuartos de final en Eastbourne, y la tercera ronda de Wimbledon y Berlín. Representando a Argentina, fue parte del equipo de Fed Cup que derrotó a Alemania, ganando sus dos partidos de sencillos y consiguiendo una plaza en el Grupo Mundial. También participó de los Juegos Olímpicos de Pekín, en los que cayó en primera ronda en singles y en segunda ronda en dobles junto a Betina Jozami, y de la Copa Hopman, junto a Juan Ignacio Chela.

### 2009

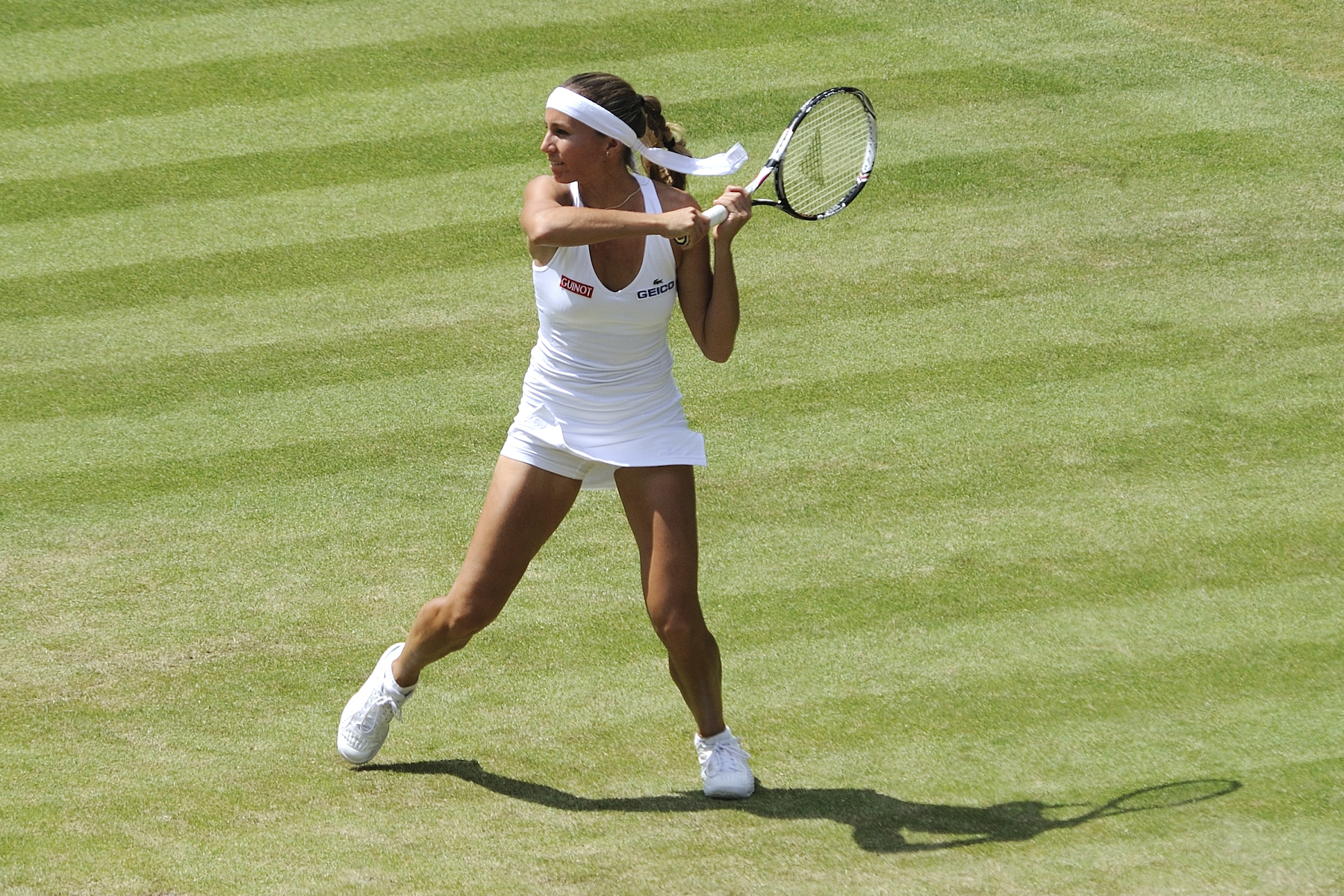
Gisela Dulko en Wimbledon 2009.

A principios de 2009 participó por primera vez en el torneo de exhibición JB GROUP Classic, formando parte del equipo América junto a Venus Williams y la juvenil Coco Vandeweghe, saliendo ganadoras del certamen.
También llegó a los cuartos de final en Hobart, derrotando en segunda ronda a la china Zheng Jie, llevándose además el título de dobles junto a Flavia Pennetta; y posteriormente a la segunda ronda del Australian Open siendo derrotada por la eventual campeona Serena Williams, habiendo tenido 6 puntos de set en el segundo set.
Llegó a la sexta final de su carrera en la Copa Colsanitas, Bogotá siendo derrotada por la española María José Martínez Sánchez.
En la primera edición del abierto mexicano de Monterrey alcanzó los cuartos de final siendo derrotada por Zheng Jie. En los torneos Premier de Indian Wells y Miami llegó a tercera ronda, en este último venciendo a la número 3 del mundo, la serbia Jelena Janković. Alcanzó la instancia de cuartos de final en el torneo premier de Stuttgart, derrotando a la número 8 del mundo, la bielorrusa Victoria Azarenka, en lo que fue la segunda victoria ante una top ten del año, y la octava de su carrera.
Alcanzó la tercera ronda en Roland Garros y Wimbledon. En este último torneo, derrotó por la segunda ronda a la rusa María Sharápova, excampeona del certamen en el año 2004. En su siguiente torneo, en Bastad, llegó a las semifinales en singles y ganó su segundo título del año en dobles, nuevamente con Pennetta.
En el US Open, llegó por segunda vez en su carrera a la cuarta ronda de un Grand Slam (la anterior en el Abierto de Francia 2006). Luego, en la gira asiática de fin de año, solo pudo disputar un solo torneo, haciendo segunda ronda en Tokio, ya que una lesión en su aductor izquierdo hizo que no pudiese participar de los siguientes eventos.

### 2010

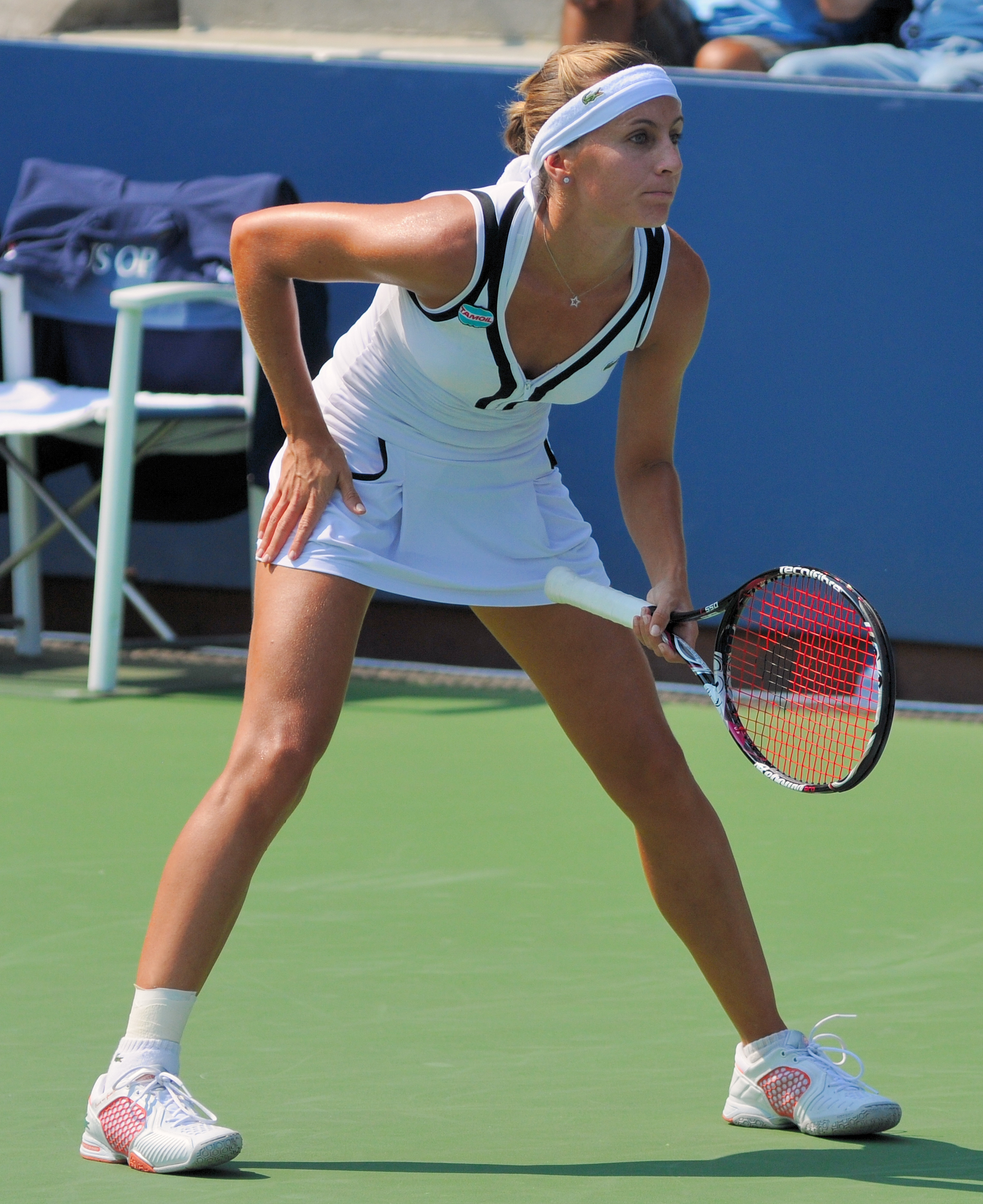
Gisela Dulko en el US Open 2010.

Dulko comenzó el año en Hobart, en donde alcanzó los cuartos de final, y luego compitió en el Australian Open, donde dio una de las sorpresas del torneo al derrotar a Ana Ivanović en la segunda ronda por 6-7(6), 7-5, 6-4 para luego ser derrotada por la novena preclasficada Vera Zvonareva por 6-1 y 7-5. Luego jugó la Copa Colsanitas, y como primera preclasificada llegó hasta las semifinales sin ceder sets pero allí fue vencida por Angelique Kerber. Allí ganó su primer título de dobles del año junto a Edina Gallovits. A la semana siguiente llegó a los cuartos de final en Acapulco.
Partiendo como preclasificada número 31 en Indian Wells, Dulko comenzó el torneo desde segunda ronda, en la que logró una de las victorias más importantes de su carrera al derrotar a Justine Henin en un poco más de 2 horas de juego. Gisela rompió el servicio de la belga 6 veces durante el partido para tomar una ventaja de 6-2, 1-6 y 5-2. Henin intentó volver y llegó a colocarse 4-5, pero Dulko pudo cerrar de manera exitosa el partido, ganando 6-2, 1-6 y 6-4. En la tercera ronda no pudo continuar con los triunfos y fue eliminada por la quinta preclasificada Agnieszka Radwańska.
En Sony Ericsson Open de Miami, Dulko alcanzó la tercera ronda al derrotar a Olga Govortsova 6-4, 6-1 y a la clasificada no.21 Alona Bondarenko 7-5, 6-2, pero luego perdió ante Marion Bartoli por 7-6(2), 6-4. En dobles, Dulko formó pareja con su amiga Flavia Pennetta, en lo que era su tercer torneo juntas de la temporada, para conseguir su primer título Premier al vencer a Nadia Petrova y Samantha Stosur en la final. Desde aquí construyeron una racha de 19 partidos ganados en forma consecutiva, obteniendo los torneos de Stuttgart, Roma y la final del Masters de Madrid, en donde fueron vencidas por las hermanas Serena y Venus Williams.
En Roland Garros, Dulko causó la primera sorpresa del torneo con un triunfo por 6-1 y 6-2 ante la número 10 del mundo Victoria Azarenka. En la ronda siguiente, Gisela fue derrotada por Chanelle Scheepers, partido que jugó luego de sufrir un cuadro viral. En Wimbledon, no pudo superar la primera ronda, pero junto a Pennetta llegaron a las semifinales, en lo que fue la mejor actuación en Grand Slams del año.
Su próximo torneo fue en Bastad, en el que partió como cuarta preclasificada. Allí derrotó a su compañera de dobles Pennetta en semifinales, y obtuvo su lugar en la final en la cual fue vencida por Aravane Rezaï por 3-6, 6-4 y 4-6 después de ofrecer resistencia remontando un 0-4 en el tercer set. En dobles, ganaron con Pennetta el cuarto título de la temporada, derrotando a la pareja checa formada por Renata Voracova y Barbora Zahlavova Strycova.
En Montreal, Dulko y Pennetta ganaron un partido maratónico en la final de dobles, venciendo a Květa Peschke y Katarina Srebotnik por 7-5, 3-6, y 12-10 en el match tiebreak, llevándose así el quinto título del año.
En el Abierto de Estados Unidos, Gisela comenzó el torneo con un triunfo ante Kerber y luego derrotó a la décima preclasificada Azarenka después de que esta se retirara estando abajo por 5-1 en el marcador del primer set. En la tercera ronda perdió ante la preclasificada 20 Anastasiya Pavliuchenkova. En dobles, Dulko y Pennetta partieron como primeras clasificadas, pero su camino al título fue frustrado en cuartos de final por Vania King y Yaroslava Shvedova, las posteriores campeonas. Al terminar este torneo fue confirmada su clasificación al WTA Tour Championships en dobles.
En el Beijing, Dulko derrotó a Rezaï por 6-4, 2-6, 6-4 en la primera ronda antes de perder con Maria Kirilenko por 2-6, 6-3, 3-6. Sin embargo, en dobles llegó a la final con Pennetta, en la que no pudieron contra Olga Govortsova y Chan Yung-Jan. A la semana siguiente, y luego de no poder pasar la primera ronda en singles, consguieron el sexto título de dobles del año en Moscú.
Sus esfuerzos en dobles llevaron a que Dulko y Pennetta llegaran a Doha, su primer Masters, como primeras preclasificadas. En semifinales, derrotaron a King y Shvedova por un doble 6-4, y en la final a Peschke y Srebotnik por 7-5 y 6-4, coronándose campeonas por séptima vez en el año juntas.
El 1 de noviembre de 2010, Dulko se convirtió en número 1 del mundo en dobles, puesto en el que culminó la temporada.

### 2011
En el Abierto de Australia fue derrotada en primera ronda por la danesa No.1 del mundo, Caroline Wozniacki, en sets corridos. En dobles, junto a su compañera, la italiana Flavia Pennetta, se abrió camino a la final tras lograr victorias cómodas, derrotando en la final a la pareja conformada por Victoria Azarenka y Maria Kirilenko en 3 sets, logrando el primer título de Grand Slam de su carrera.
Obtuvo el torneo de Acapulco (polvo de ladrillo) en tierras Mexicanas, Su cuarto torneo de WTA, al derrotar a Arantxa Parra Santonja por 6-3 y 7-6.
En el torneo de Roland Garros, Gisela alcanzó la cuarta ronda (por tercera vez en su carrera en un Grand Slam) por segunda vez, donde se tuvo que retirar frente a la francesa Marion Bartoli debido a una lesión en el abductor. Por consecuencia de esta lesión Gisela se bajaría de Wimbledon.

### 2012
Participó en los Juegos Olímpicos de Londres en dobles mixto formando dupla con Juan Martín del Potro donde llegó a cuartos de final, logrando un diploma olímpico al perder ante los terceros preclasificados, Lisa Raymond y Mike Bryan en sets corridos.

## Vida personal
La familia de Gisela Dulko está compuesta por su madre Ana, su padre Estanislao (fallecido) y su hermano Alejandro, quien era su entrenador y la acompañaba por el circuito. Por su hermano, Gisela comenzó a jugar al tenis después de verlo jugar en el club.
El 27 de julio de 2011 contrajo matrimonio con el futbolista Fernando Gago. La ceremonia se desarrolló en la ciudad de Buenos Aires, Argentina, tras dos años de noviazgo.
El 9 de junio de 2013 nació su primer hijo, Mateo. El 20 de agosto de 2015 nació su segundo hijo, una nena, a la que llamaron Antonella. El 19 de abril de 2018 nació su tercer hijo, Daniele.

En 2021, Gisela y Fernando se separaron, en principio a raíz de una infidelidad de Gago con Verónica Laffitte, amiga de Gisela. Poco tiempo después, se pudo ver a Fernando y Verónica juntos, confirmando los rumores.

## Torneos de Grand Slam

### Dobles

#### Títulos (1)
| Año  | Torneo               | Pareja          | Oponentes en la final             | Resultado     |
| 2011 | Abierto de Australia | Flavia Pennetta | Victoria Azarenka Maria Kirilenko | 2-6, 7-5, 6-1 |

### Dobles mixto

#### Finales (1)
| Año  | Torneo                    | Pareja          | Oponentes en la final   | Resultado           |
| 2011 | Abierto de Estados Unidos | Eduardo Schwank | Jack Sock Melanie Oudin | 6-7(4), 6-4, [8-10] |

## Torneos WTA (21; 4+17)

### Individuales (4)

#### Títulos
| Leyenda: Antes de 2009     | Leyenda: A partir de 2009 |
| -------------------------- | ------------------------- |
| Grand Slam (0)             |                           |
| Juegos Olímpicos (0)       |                           |
| WTA Tour Championships (0) |                           |
| Tier I (0)                 | Premier Mandatory (0)     |
| Tier II (0)                | Premier 5 (0)             |
| Tier III (1)               | Premier (0)               |
| Tier IV & V (2)            | International (1)         |

| N.º | Fecha                 | Torneo       | Superficie    | Oponente en la final | Resultado        |
| --- | --------------------- | ------------ | ------------- | -------------------- | ---------------- |
| 1.  | 23 de abril de 2007   | Budapest     | Tierra batida | Sorana Cirstea       | 6-7(2), 6-2, 6-2 |
| 2.  | 21 de agosto de 2007  | Forest Hills | Dura          | Virginie Razzano     | 6-2, 6-2         |
| 3.  | 4 de mayo de 2008     | Fez          | Tierra batida | Anabel Medina        | 7-6(2), 7-6(5)   |
| 4.  | 26 de febrero de 2011 | Acapulco     | Tierra batida | Arantxa Parra        | 6-3, 7-6(5)      |

#### Finalista (4)
| N.º | Fecha                 | Torneo       | Superficie    | Oponente en la final | Resultado     |
| --- | --------------------- | ------------ | ------------- | -------------------- | ------------- |
| 1.  | 14 de enero de 2005   | Hobart       | Dura          | Jie Zheng            | 2-6, 0-6      |
| 2.  | 11 de febrero de 2007 | Pattaya City | Carpeta       | Sybille Bammer       | 5-7, 6-3, 5-7 |
| 3.  | 22 de febrero de 2009 | Bogotá       | Tierra batida | María José Martínez  | 3-6, 2-6      |
| 4.  | 10 de julio de 2010   | Bastad       | Tierra batida | Aravane Rezai        | 3-6, 6-4, 4-6 |

#### Clasificación en torneos del Grand Slam
| Torneo               | 2003 | 2004 | 2005 | 2006 | 2007 | 2008 | 2009 | 2010 | 2011 | 2012 | Títulos |
| -------------------- | ---- | ---- | ---- | ---- | ---- | ---- | ---- | ---- | ---- | ---- | ------- |
| Abierto de Australia | -    | 1R   | 2R   | 2R   | 2R   | 1R   | 2R   | 3R   | 1R   | 1R   | 0       |
| Roland Garros        | 1R   | 3R   | 2R   | 4R   | 2R   | 2R   | 3R   | 2R   | 4R   | -    | 0       |
| Wimbledon            | -    | 3R   | 2R   | 3R   | 1R   | 3R   | 3R   | 1R   | -    |      | 0       |
| US Open              | -    | 2R   | 2R   | 1R   | 1R   | 1R   | 4R   | 3R   | 2R   |      | 0       |

### Dobles (17)

#### Títulos
| Leyenda: Antes de 2009     | Leyenda: A partir de 2009 |
| -------------------------- | ------------------------- |
| Grand Slam (1)             |                           |
| Juegos Olímpicos (0)       |                           |
| WTA Tour Championships (1) |                           |
| Tier I (0)                 | Premier Mandatory (1)     |
| Tier II (1)                | Premier 5 (2)             |
| Tier III (4)               | Premier (2)               |
| Tier IV & V (1)            | International (4)         |

| N.º | Fecha                 | Torneo               | Superficie    | Pareja               | Oponentes en la final                      | Resultado           |
| --- | --------------------- | -------------------- | ------------- | -------------------- | ------------------------------------------ | ------------------- |
| 1.  | 5 de abril de 2003    | Casablanca           | Tierra batida | María Emilia Salerni | Henrieta Nagyova Elena Tatarkova           | 6-3, 6-4            |
| 2.  | 9 de octubre de 2005  | Tokio                | Dura          | Maria Kirilenko      | Shinobu Asagoe Maria Vento Kabchi          | 7-5, 4-6, 6-3       |
| 3.  | 16 de octubre de 2005 | Bangkok              | Dura          | Shinobu Asagoe       | Conchita Martínez Virginia Ruano           | 6-1, 7-5            |
| 4.  | 30 de octubre de 2005 | Linz                 | Dura          | Květa Peschke        | Conchita Martínez Virginia Ruano           | 6-2, 6-3            |
| 5.  | 26 de febrero de 2006 | Bogotá               | Tierra batida | Flavia Pennetta      | Ágnes Szávay Jasmin Woehr                  | 7-6(1), 6-1         |
| 6.  | 23 de julio de 2006   | Cincinnati           | Dura          | Maria Elena Camerin  | Marta Domachowska Sania Mirza              | 6-4, 3-6, 6-2       |
| 7.  | 16 de enero de 2009   | Hobart               | Dura          | Flavia Pennetta      | Alona Bondarenko Kateryna Bondarenko       | 6-2, 7-6(4)         |
| 8.  | 11 de julio de 2009   | Bastad               | Tierra batida | Flavia Pennetta      | Nuria Llagostera María José Martínez       | 6-2, 0-6, [10-5]    |
| 9.  | 20 de febrero de 2010 | Bogotá               | Tierra batida | Edina Gallovits      | Olga Savchuk Anastasiya Yakimova           | 6-2, 7-6(6)         |
| 10. | 4 de abril de 2010    | Miami                | Dura          | Flavia Pennetta      | Nadia Petrova Samantha Stosur              | 6-3, 4-6, [10-7]    |
| 11. | 2 de mayo de 2010     | Stuttgart            | Tierra batida | Flavia Pennetta      | Květa Peschke Katarina Srebotnik           | 3-6, 7-6(3), [10-5] |
| 12. | 8 de mayo de 2010     | Roma                 | Tierra batida | Flavia Pennetta      | Nuria Llagostera María José Martínez       | 6-4, 6-2            |
| 13. | 10 de julio de 2010   | Bastad               | Tierra batida | Flavia Pennetta      | Renata Voracova Barbora Zahlavova Strycova | 7-6(0), 6-0         |
| 14. | 22 de agosto de 2010  | Montreal             | Dura          | Flavia Pennetta      | Květa Peschke Katarina Srebotnik           | 7-5, 3-6, [12-10]   |
| 15. | 23 de octubre de 2010 | Moscú                | Dura          | Flavia Pennetta      | Sara Errani María José Martínez            | 6-3, 2-6, [10-6]    |
| 16. | 31 de octubre de 2010 | Doha                 | Dura          | Flavia Pennetta      | Květa Peschke Katarina Srebotnik           | 7-5, 6-4            |
| 17. | 28 de enero de 2011   | Abierto de Australia | Dura          | Flavia Pennetta      | Victoria Azarenka Maria Kirilenko          | 2-6, 7-5, 6-1       |

#### Finalista (13)
| N.º | Fecha                    | Torneo           | Superficie    | Pareja                        | Oponentes en la final                  | Resultado           |
| --- | ------------------------ | ---------------- | ------------- | ----------------------------- | -------------------------------------- | ------------------- |
| 1.  | 14 de julio de 2002      | Casablanca       | Tierra batida | Conchita Martínez Granados    | Petra Mandula Patricia Wartusch        | 2-6, 1-6            |
| 2.  | 2 de mayo de 2004        | Varsovia         | Tierra batida | Patricia Tarabini             | Silvia Farina Elia Francesca Schiavone | 6-3, 2-6, 1-6       |
| 3.  | 26 de septiembre de 2004 | Pekín            | Dura          | Maria Vento-Kabchi            | Emmanuelle Gagliardi Dinara Sáfina     | 4-6, 4-6            |
| 4.  | 27 de agosto de 2005     | New Haven        | Dura          | Maria Kirilenko               | Lisa Raymond Samantha Stosur           | 2-6, 7-6(6), 1-6    |
| 5.  | 7 de mayo de 2006        | Estoril          | Tierra batida | María Antonia Sánchez Lorenzo | Ting Li Tiantian Sun                   | 2-6, 2-6            |
| 6.  | 30 de julio de 2006      | Stanford         | Dura          | Maria Elena Camerin           | Anna-Lena Grönefeld Shahar Peer        | 1-6, 4-6            |
| 7.  | 21 de febrero de 2009    | Bogotá           | Tierra batida | Flavia Pennetta               | Nuria Llagostera María José Martínez   | 5-7, 6-3, [7-10]    |
| 8.  | 21 de marzo de 2009      | Indian Wells     | Dura          | Shahar Peer                   | Victoria Azarenka Vera Zvonareva       | 4-6, 6-3, [5-10]    |
| 9.  | 3 de mayo de 2009        | Stuttgart        | Tierra batida | Flavia Pennetta               | Bethanie Mattek Nadia Petrova          | 7-5, 3-6, [7-10]    |
| 10. | 15 de mayo de 2010       | Madrid           | Tierra batida | Flavia Pennetta               | Serena Williams Venus Williams         | 2-6, 5-7            |
| 11. | 9 de octubre de 2010     | Pekín            | Dura          | Flavia Pennetta               | Chuang Chia-jung Olga Govortsova       | 6-7(2), 6-1, [7-10] |
| 12. | 1 de octubre de 2011     | Tokio (Pacífico) | Dura          | Flavia Pennetta               | Liezel Huber Lisa Raymond              | 6–7(4), 6–0, [6–10] |
| 13. | 8 de octubre de 2011     | Pekín            | Dura          | Flavia Pennetta               | Květa Peschke Katarina Srebotnik       | 3-6, 4-6            |

#### Clasificación en torneos del Grand Slam
| Torneo                 | 2012 | 2011 | 2010 | 2009 | 2008 | 2007 | 2006 | 2005 | 2004 | 2003 | 2002 |
| ---------------------- | ---- | ---- | ---- | ---- | ---- | ---- | ---- | ---- | ---- | ---- | ---- |
| Abierto de Australia   | 3r   | G    | CF   | 2r   | 1r   | 3r   | CF   | 2r   | 2r   | -    | -    |
| Roland Garros          | 2r   | CF   | CF   | 2r   | 1r   | CF   | 3r   | 2r   | 3r   | 2r   | -    |
| Wimbledon              | -    | -    | SF   | 2r   | 2r   | 1r   | 1r   | 1r   | 3r   | 1r   | 1r   |
| US Open                | -    | 3r   | CF   | 3r   | 2r   | 3r   | 1r   | 3r   | 1r   | 1r   | -    |
| WTA Tour Championships | -    | SF   | G    | -    | -    | -    | -    | -    | -    | -    | -    |

## Títulos ITF (6+6)

### Individuales

#### Ganados (6)
| N.º | Fecha                | Torneo     | Superficie    | Oponente en la final | Resultado        |
| --- | -------------------- | ---------- | ------------- | -------------------- | ---------------- |
| 1.  | 1 de octubre de 2000 | Montevideo | Tierra batida | Geraldine Aizenberg  | 6-1, 6-2         |
| 2.  | 21 de enero de 2001  | Boca Ratón | Dura          | Jolene Watanabe      | 4-6, 7-5, 7-6(5) |
| 3.  | 28 de enero de 2001  | Miami      | Dura          | Jane Chi             | 5-7, 6-3, 7-6(3) |
| 4.  | 29 de julio de 2001  | Civitanova | Tierra batida | Eva Fislova          | 2-6, 6-3, 6-3    |
| 5.  | 12 de agosto de 2001 | Rímini     | Tierra batida | Petra Mandula        | 1-6, 6-3, 6-1    |
| 6.  | 21 de abril de 2002  | Jackson    | Tierra batida | Evelyn Fauth         | 5-7, 6-3, 6-1    |

#### Finalista (2)
| N.º | Fecha                 | Torneo           | Superficie    | Oponente en la final | Resultado   |
| --- | --------------------- | ---------------- | ------------- | -------------------- | ----------- |
| 1.  | 13 de octubre de 2002 | Hallandale Beach | Tierra batida | Lindsay Lee-Waters   | 5-7 6-3 6-1 |
| 2.  | 8 de febrero de 2004  | Rockford         | Dura          | Lindsay Lee-Waters   | 4-6 5-7     |

### Dobles

#### Ganados (6)
| N.º | Fecha                    | Torneo           | Superficie    | Pareja               | Oponente en la final             | Resultado        |
| --- | ------------------------ | ---------------- | ------------- | -------------------- | -------------------------------- | ---------------- |
| 1.  | 18 de septiembre de 2000 | Asunción         | Tierra batida | Jorgelina Cravero    | Larissa Schaerer Sarah Tami Masi | 4-6, 6-3, 6-3    |
| 2.  | 25 de septiembre de 2000 | Montevideo       | Tierra batida | Jorgelina Cravero    | Geraldine Aizenberg Paula Racedo | 6-1, 6-4         |
| 3.  | 13 de octubre de 2002    | Hallandale Beach | Dura          | Milagros Sequera     | Petra Cetkovská Barbora Strýcová | 6-2, 7-5         |
| 4.  | 12 de mayo de 2003       | Bromma           | Tierra batida | Maria Emilia Salerni | Melinda Czink Zsófia Gubacsi     | 6-4, 6-3         |
| 5.  | 1 de febrero de 2004     | Waikoloa         | Dura          | Patricia Tarabini    | Amanda Augustus Natalie Grandin  | 1-6, 6-3, 6-3    |
| 6.  | 8 de febrero de 2004     | Rockford         | Dura (i)      | Mariana Díaz Oliva   | Leanne Baker Francesca Lubiani   | 6-7(5), 6-3, 6-1 |

## Premios

### 2010
- Pareja de dobles del año de la WTA (junto a Flavia Pennetta)
- Campeona del mundo ITF en dobles
- Premio Clarín Consagración (Tenis)
- Premio Olimpia de plata

### 2011
- Premio Jorge Newbery (Tenis)
- Premio Jorge Newbery de oro

### 2020
- Premio Konex -Diploma al Mérito-